# Żydowski Komitet Antyfaszystowski
Żydowski Komitet Antyfaszystowski (ros. Еврейский антифашистский комитет, Jewriejskij antifaszistkij komitiet (JAK lub JAFK), jid. יידישער אנטי פאשיסטישער קאמיטעט) – organizacja społeczna utworzona w Związku Radzieckim w 1942 przez NKWD, skupiająca przedstawicieli radzieckiej inteligencji żydowskiej i mająca na celu pozyskanie poparcia diaspory żydowskiej (głównie w Stanach Zjednoczonych) dla wojny prowadzonej przez ZSRR z nazistowskimi Niemcami.

## Geneza
Idea powołania międzynarodowej, antyfaszystowskiej organizacji żydowskiej po napaści III Rzeszy na ZSRR pochodziła od wybitnych przywódców polskiego Bundu – Henryka Ehrlicha i Wiktora Altera. Tuż przed kapitulacją Warszawy we wrześniu 1939, decyzją Komitetu Centralnego Bundu, opuścili oni stolicę i okupowane przez Niemców tereny udając się na wschód. Obydwaj zostali aresztowani przez NKWD (Alter 23 września 1939 w Kowlu, a Ehrlich 5 października w Brześciu) i osadzeni w moskiewskich Butyrkach. Obydwu zmuszono do przyznania się do rzekomych zbrodni i w lipcu 1941 skazano na karę śmierci, którą następnie zamieniono na dziesięć lat łagru. Po układzie Sikorski-Majski i amnestii dla obywateli polskich zostali oni we wrześniu 1941 uwolnieni i sprowadzeni do Moskwy. Przeproszeni przez NKWD za zaistniałą „pomyłkę” i poproszeni o współpracę w „walce przeciwko wspólnemu wrogowi”, sporządzili z inspiracji Berii obszerne memorandum adresowane do Stalina, w którym proponowali powołanie Żydowskiego Komitetu Antyhitlerowskiego. Celem organizacji miało by być połączenie wysiłków wszystkich narodów okupowanej przez Niemców Europy w ich walce o wyzwolenie i sprawiedliwość społeczną, oparcie powojennego ładu w Europie na rządach demokratów i socjalistów przy współdziałaniu międzynarodowej społeczności żydowskiej, głównie w USA. Komitet centralny miał się składać z dziesięciu osób: siedmiu przedstawicieli Żydów krajów okupowanych i po jednym reprezentancie ZSRR, USA i Wielkiej Brytanii. Do trzyosobowego prezydium mieli wejść Ehrlich (przewodniczący), Alter (sekretarz) i reprezentant Żydów radzieckich Solomon Michoels. Przedstawicieli władz ZSRR, ambasadorów USA, Wielkiej Brytanii i Polski w ZSRR, jak również wybitnych ekonomistów, artystów i naukowców zamierzano powołać na honorowych członków prezydium.
Zwiedzeni troskliwą opieką, którą otaczano ich w krytycznych dla Związku Radzieckiego dniach, przecenili jednak swoją własną rolę. W początkach grudnia 1941 niemiecki Blitzkrieg zaczynał ponosić fiasko, Moskwa ani Leningrad nie wpadły w ręce Hitlera, a podpisanie przez Stany Zjednoczone Lend-Lease Act stwarzało perspektywy poważnej pomocy dla ZSRR bez istnienia żadnego „żydowskiego komitetu”. 3 grudnia 1941 Ehrlich i Alter zostali aresztowani przez NKWD w Kujbyszewie (gdzie zostały ewakuowane władze ZSRR) i słuch o nich zaginął. Jako obywatele ZSRR (sic!), oskarżeni o zdradę zostali skazani na osobisty rozkaz Stalina na rozstrzelanie (na Alterze wyrok wykonano 17 lutego 1943, Ehrlich powiesił się w celi 14 maja 1942), a wraz z nimi pogrzebana idea organizacji, którą chcieli stworzyć.

## PowstanieJAK
Wieczorem 24 sierpnia 1941, tysiące osób spotkało się w Centralnym Parku Kultury i Wypoczynku, największym parku Moskwy, na „publicznym zgromadzeniu przedstawicieli narodu żydowskiego”. To rozpowszechnione w prasie określenie sygnalizowało, że Stalin w zasadzie aprobował plan Ehrlicha i Altera z zastrzeżeniem, że nie będzie to komitet międzynarodowy, lecz żydowsko-radziecki. W imprezie uczestniczyły najwybitniejsze osobistości żydowskie ówczesnego ZSRR, między innymi literaci: Ilja Erenburg, Dawid Bergelson, Perec Markisz, Solomon Michoels i Theodor Plievier (jako przedstawiciel antyfaszystowskich Niemiec), generałowie: Jakow Krejzer i Aaron Katz, artyści: Dawid Ojstrach, Emil Gilels, Siergiej Eisenstein i Aleksiej Kapler, Mark Rejzen, architekt Boris Iofan oraz fizyk atomowy Piotr Kapica (jedyny pośród nich, który nie był Żydem). Pomimo że pośród wielu płomiennych deklaracji wygłoszonych podczas wiecu o solidarnej walce Żydów na całym świecie przeciwko „faszystowskiej bestii”, brakowało jakiejkolwiek deklaracji o utworzeniu organizacji, to właśnie ten wiec uznaje się dzisiaj za wydarzenie w czasie którego narodził się JAK.
Do dziś nie wiadomo dokładnie, kiedy powstał JAK. Wiele lat później jego członkowie podawali różne daty. Wielka Encyklopedia Radziecka z 1991 podaje 1941 jako rok założenia. Datę wiecu w moskiewskim Centralnym Parku Kultury i Wypoczynku – 24 sierpnia do dziś spotyka się w wielu radzieckich opracowaniach jako dzień utworzenia komitetu. Dokumenty archiwalne potwierdzają, że w grudniu 1941 Komitet już działał i jego przewodniczącym był Solomon Michoels. Składał się z 70 osób (ówczesnej elity świata żydowskiego w ZSRR), prezydium liczyło 19 osób. Prawdziwym kierownikiem Komitetu był jednak członek KC WKP(b) i Rady Najwyższej, wiceminister spraw zagranicznych ZSRR Sołomon Łozowski. Na sekretarza generalnego powołano Szachne Epsztajna, dziennikarza piszącego w jidysz i agenta tajnych służb NKWD. Dzięki tym dwóm osobom, zarówno Kreml jak i Łubianka sprawowali ścisłą kontrolę nad Komitetem.
Utworzenie Komitetu i dopuszczenie do głosu żydowskiej części społeczeństwa radzieckiego, przypisuje się chęci Stalina jak najszerszego wciągnięcia Stanów Zjednoczonych do wojny (w której uczestniczyły od 7 grudnia 1941) i zapewnienie pomocy międzynarodowej dla ZSRR (głównie USA) przy wykorzystaniu diaspory żydowskiej.

O powstaniu organizacji po raz pierwszy poinformował Łozowski 23 kwietnia 1942 na konferencji prasowej w Kujbyszewie. Cele JAK określił w następujący sposób: 

Za główny cel JAK postawił sobie pozyskanie mas żydowskich we wszystkich krajach do aktywnej walki z faszyzmem i prowadzenie kampanii wśród Żydów całego świata w celu uzyskania jak największej pomocy dla Związku Radzieckiego i Armii Czerwonej, która dźwiga największy ciężar walki z faszyzmem. Z tego głównego celu wynikają również dwa określone zadania: [...] uzmysłowić Żydom na całym świecie do głębi zbrodniczą istotę faszyzmu i całą potworność jego bestialstwa, szczególnie w stosunku do ludności żydowskiej; [...] pokazać masom żydowskim na przykładzie odwagi, męstwa i bohaterstwa narodów radzieckich, a wśród nich radzieckich Żydów jak należy walczyć z faszyzmem [...].

 24 maja 1942 w Moskwie w sali Radiokomitetu odbyła się publiczna prezentacja JAK.

## Działalność

### W czasie wojny
Na pierwszym plenarnym posiedzeniu 28 maja 1942 Komitet powołał komisje, które miały zbierać materiały związane z walką Żydów w wielkiej wojnie ojczyźnianej oraz ze zbrodniami Hitlera popełnianymi na ludności żydowskiej, a ponadto komisje do spraw wydawniczych, finansowych i wojskowej pomocy medycznej. 22 czerwca 1942, w rocznicę napaści niemieckiej na ZSRR, plenum skierowało apel do Żydów świata, nawołując ich do walki wszelkimi siłami i środkami o ostateczne zdruzgotanie faszyzmu. W odpowiedzi w Stanach Zjednoczonych, Wielkiej Brytanii, Palestynie i innych krajach odbyły się manifestacje solidarności, na których uchwalono konkretne akcje pomocy dla Związku Radzieckiego. Komitet wspierał posunięcia mobilizacyjne kierownictwa radzieckiego. Podczas wielkich imprez w kilku miastach ZSRR zebrano dla frontu ponad 3 miliony rubli.
Komitet stał się również ośrodkiem żydowskiej kultury i literatury. W okresie swojego istnienia opublikował 65 książek, liczne eseje, zbiory dokumentów i broszury, informujące o prześladowaniach Żydów i o ich oporze w okupowanej Europie. Przedstawiały one powstania w gettach Warszawy i Białegostoku, w obozach Auschwitz-Birkenau, Treblinki i Sobiboru. Od 1942 wydawano własny organ prasowy w jidysz – tygodnik Ejnikajt. Jednak najważniejszą publikacją JAK była tak zwana Czarna księga – 1000-stronicowy dokument wydany w USA w 1947 przedstawiający zbrodnie holocaustu w Europie Wschodniej. Komitet założył własną agencję prasową – ISPA, która dostarczała artykułów do zagranicznych gazet. Z Moskwy i Kujbyszewa nadawano własne audycje radiowe w językach jidysz, rosyjskim i angielskim.
W lecie 1943 na zaproszenie Alberta Einsteina Michoels i Icyk Fefer pojechali z oficjalną wizytą do Stanów Zjednoczonych. Działając pod ścisłą kontrolą Kremla, spotkali się z czołowymi przedstawicielami Żydów w Ameryce, udzielili wielu wywiadów w radiu i prasie. Wzięli udział w kilkudziesięciotysięcznych wiecach w największych miastach Ameryki. Następnie udali się do Meksyku, Kanady i Wielkiej Brytanii. W sumie, w ciągu siedmiomiesięcznej podróży odwiedzili 46 dużych miast, a wszędzie gdzie się pojawiali od razu tworzyły się aktywne komitety zbierające pieniądze dla Związku Radzieckiego.

### Po wojnie
Najważniejszą rolą jaką odegrał JAK po wojnie był udział w dążeniu Stalina do utworzenia państwa Izrael. W 1948 Komitet był oficjalną platformą propagandową, służącą do wyrażania jak najszerszego poparcia dla idei powołania i funkcjonowania państwa żydowskiego. Kulminacyjnym punktem działalności Komitetu na tym polu był udział w prożydowskiej oprawie wizyty Goldy Meir w Moskwie we wrześniu 1948.

## Likwidacja i procesJAK
W dniach 18–20 lutego 1943 odbyło się w Moskwie drugie plenum JAK. Wielu jego członków zaczynało sobie zdawać sprawę, że Komitet stanowi dla władz jedynie tubę propagandową i narzędzie dla pozyskiwania pomocy od Zachodu. Chcieli rozszerzenia działalności organizacji oraz podnieśli sprawę kolaboracji i współudziału obywateli radzieckich na okupowanych terenach w ludobójstwie Żydów. Wyrażali zaniepokojenie gwałtownym wzrostem aktów antysemityzmu wśród ludności na wyzwolonych terenach. 2 kwietnia 1944 w moskiewskim Domu Związków Zawodowych odbył się trzeci masowy wiec JAK, na którym ponownie zaatakowano antysemityzm w ZSRR i uwypuklono tragedię narodu żydowskiego na tle innych nacji. Okres ten był już czasem wielkich zwycięstw Armii Czerwonej nad Niemcami i zauważalnego wzrostu produkcji zbrojeniowej ZSRR ponad poziom produkcji III Rzeszy. Dla ścisłego kierownictwa ZSRR zaczynało być jasne, że wojnę będzie można wygrać bez pomocy z zagranicy, wobec czego JAK przestał być potrzebny, a nawet, ze względu na swoje oświadczenia skierowane przeciwko antysemityzmowi w ZSRR, zaczynał się stawać niewygodny. Z ostateczną rozprawą poczekano jednak do końca wojny; w sierpniu 1946 JAK został podporządkowany KC partii, w listopadzie tego samego roku główny ideolog partii Michaił Susłow skierował do przedstawicieli ścisłego kierownictwa partii memoriał w którym ocenił działanie JAK jako „syjonistyczne i nacjonalistyczne”, a w styczniu 1947 wraz z Aleksandrowem zaproponował zamknięcie JAK. W marcu 1948, coraz bardziej ograniczany Komitet dobił minister bezpieczeństwa Wiktor Abakumow, który w specjalnym raporcie do kierownictwa ZSRR określał przywódców JAK jako „nacjonalistów wzorujących się na Amerykanach”. Poparcie Stalina dla utworzenia państwa Izrael i wynikająca z tego potrzeba posiadania przychylności międzynarodowej społeczności żydowskiej wciąż jednak odwlekły wyrok na JAK.
21 listopada 1948 na posiedzeniu Biura Politycznego Komitetu Centralnego podjęto decyzję o rozwiązaniu Żydowskiego Komitetu Antyfaszystowskiego. Wcześniej, 12 stycznia 1948 na osobisty rozkaz Stalina został w Mińsku zamordowany przewodniczący Komitetu Solomon Michoels. W styczniu 1949 Prawda rozpoczęła antysemicką kampanię przeciwko tak zwanym kosmopolitom, a pod koniec 1949 prawie wszyscy członkowie kierownictwa JAK znaleźli się w więzieniu. Oskarżeni o szpiegostwo na rzecz USA i nacjonalistyczną działalność antyradziecką, podani wielomiesięcznym przesłuchaniom i torturom, prawie wszyscy przyznali się do winy i oskarżyli siebie nawzajem. W kilku równoległych procesach w latach 1948–1952 osądzono w sumie 110 osób powiązanych z JAK. 10 z nich skazano na karę śmierci (wyrok wykonano 12 sierpnia 1952), 20 – na 25 lat łagru, 3 – na 20 lat, 11 – na 15 lat, 50 – na 10 lat, 2 – na 8 lat, 1 – na 7 lat i 2 – na 5 lat. Pięć osób zmarło w trakcie śledztwa. W listopadzie 1955 Sąd Najwyższy ZSRR uchylił wszystkie wyroki, nie dopatrując się w działalności oskarżonych znamion przestępstwa. Wszystkich zrehabilitowano w 1989.

## Najwybitniejsi przedstawiciele JAK
| - Ilja Erenburg - Solomon Michoels - Sołomon Łozowski - Szachne Epsztajn - Icyk Fefer - Salomon Bregman - Aaron Katz - Borys Szymielowicz - Józef Józefowicz - Lejb Kwitko - Perec Markisz | - Isaak Nusinow - Dawid Bergelson - Dawid Hofsztejn - Beniamin Zuskin - Ilja Watenberg - Szlifer Szlomo - Emilia Teumin - Leon Talmi - Chaja Watenberg-Ostrowska - Lina Stern - Izrael Fissanowicz |